# Przegląd Teatralny
Przegląd Teatralny – polskie czasopismo wydawane w czasie II wojny światowej w Oflagu II D. Redaktorem pisma był dziennikarz Zygmunt Weiss.